# 公之
公之（？—前517年），姬姓，中国春秋时期鲁国三桓季悼子之子，季平子的兄弟。 
公之的叔父季公鸟死后，季公亥、公思展和季公鸟的家臣申夜姑管理他的家务。季公鸟的遗孀季姒和管伙食的檀私通，害怕被发现，她让侍女打了自己，向秦遄的妻子反诬：季公若调戏她，她不从，就打了他，秦遄的妻子告诉公之。季姒又对公甫说公思展和申夜姑要挟她。季平子于是要杀了申夜姑，季公若要为申夜姑求情，公之力主杀死申夜姑。申夜姑最终被杀，季公若非常恨季平子兄弟，鼓动鲁昭公的儿子公为诛杀季孙氏。鲁昭公二十五年（前517年）九月十一日，鲁昭公攻打季氏，在大门口杀死公之。